# 富貴手
富貴手，是一种皮肤和皮下组织疾病，易發於冬季，起初長小水泡，轉變成脫皮，脫皮加劇逐漸加劇，局部皮膚變的乾硬，甚至造成龜裂出血。與體質有關，無法根治，只能盡量避免接觸化學物品：香皂、洗碗精、洗衣粉及染髮劑等。